# 가쓰라노미야 요시히토 친왕
가쓰라노미야 요시히토 친왕(일본어: 桂宮宜仁親王 카츠라노미야 요시히토 신노[*], 1948년 2월 11일 ~ 2014년 6월 8일)은 일본의 황족이다. 신위는 친왕이며 《황실전범》에 따른 경칭은 "전하".

## 생애
1948년 2월 11일 미카사노미야 다카히토과 미카사노미야 유리코 사이에서 셋째로 태어났다.
가쓰라노미야는 가쿠슈인을 재학하였고, 그 당시 급우들은 그를 아버지의 궁호인 '미카사'라고 불렀다. 가쓰라노미야 요시히토는 가쿠슈인을 졸업하고 1968년 성년식을 받은 이후 각종 사회활동에 참여하였으며 1974년부터 1984년까지 NHK에서 근무한 경험이 있다. 1988년 1월 1일 큰아버지 쇼와 천황에게서 가쓰라노미야(桂宮) 라는 미야케(宮家)를 하사받아 독신인 상태로 궁가를 창설하였으나 1988년 5월 26일 급성경막하혈종으로 쓰러졌고, 얼마 후 의식을 되찾았으나 그 후유증으로 오른쪽 눈을 실명하고, 기억 능력을 상실하고 휠체어를 타고 공무를 수행해야만 했다. 1991년부터 공식적인 공무 활동에 복귀하였다. 그러나 2008년 패혈증이 발병하면서 가쓰라노미야는 외출을 거의 하지 않았고, 2014년 6월 8일 가쓰라노미야는 급성 심부전으로 별세했다. 향년 67세.
또한 그의 후순위 계승자는 없고, 궁가도 단절되었다.

## 가족 관계
- 조부: 다이쇼 천황(1879년 8월 31일 ~ 1926년 12월 25일)
- 조모: 데이메이 황후(1884년 6월 25일 ~ 1951년 5월 17일)
  - 아버지: 미카사노미야 다카히토 친왕(1915년 12월 2일 ~ 2016년 10월 27일)
  - 어머니: 다카히토 친왕비 유리코(1923년 6월 4일 ~ )
    - 누나: 고노에 야스코(1944년 4월 26일 ~ )
    - 형: 미카사노미야 도모히토 친왕(1946년 1월 5일 ~ 2012년 6월 6일)
    - 여동생: 센 마사코(1951년 10월 23일 ~ )
    - 남동생: 다카마도노미야 노리히토 친왕(1954년 12월 29일 ~ 2002년 11월 29일)